# Liste der Gouverneure der Falklandinseln
Liste der Gouverneure der Falklandinseln:

Flagge des Gouverneurs der Falklandinseln (1876–1925)

Flagge des Gouverneurs der Falklandinseln (1925–1948)

Flagge des Gouverneurs der Falklandinseln (seit 1948)

| Name                                 | Personendaten | Amtszeit                |
| ------------------------------------ | ------------- | ----------------------- |
| Richard Clement Moody                | (1813–1887)   | 1843–1848               |
| George Rennie                        | (1802–1860)   | 1848–1855               |
| Thomas Edward Laws Moore             | (1819–1872)   | 1855–1862               |
| James George Mackenzie               |               | 1862–1866               |
| William Cleaver Francis Robinson     | (1834–1897)   | 1866–1870               |
| George Abbas Kooli D’Arcy            | (1818–1885)   | 1870–1876               |
| Jeremiah Thomas Fitzgerald Callaghan | (1830–1881)   | 1876–1880               |
| Thomas Kerr                          | (1818–1907)   | 1880–1886               |
| Arthur Cecil Stuart Barkly           | (1843–1890)   | 1886                    |
| Thomas Kerr                          | s. o.         | 1887–1891               |
| Sir Roger Tuckfield Goldsworthy      | (1839–1900)   | 1891–1897               |
| William Grey-Wilson                  | (1852–1926)   | 1897–1904               |
| William Lamond Allardyce             | (1861–1930)   | 1904–1915               |
| William Douglas Young                | (1859–1943)   | 1915–1920               |
| John Middleton                       | (1870–1954)   | 1920–1927               |
| Arnold Wienholt Hodson               | (1881–1944)   | 1927–1931               |
| Sir James O’Grady                    | (1866–1934)   | 1931–1934               |
| Herbert Henniker Heaton              | (1880–1961)   | 1935–1941               |
| Allan Wolsey Cardinall               | (1887–1956)   | 1941–1946               |
| Geoffrey Miles Clifford              | (1897–1986)   | 1946–1954               |
| Oswald Raynor Arthur                 | (1905–1973)   | 1954 – 28. Februar 1957 |
| Edwin Porter Arrowsmith              | (1909–1992)   | 28. Februar 1957–1964   |
| Sir Cosmo Haskard                    | (1916–2017)   | 1964–1970               |
| Ernest Gordon Lewis                  | (1918–2006)   | 1971–1975               |
| Neville Arthur Irwin French          | (1920–1996)   | 1975–1977               |
| James Roland Walter Parker           | (1919–2009)   | 1977–1980               |
| Rex Masterman Hunt                   | (1926–2012)   | 1980 – 2. April 1982    |

1982 wurden die Falkland-Inseln während des Falklandkrieges von Argentinien besetzt. Der argentinische Militärgouverneur war:
| Name                                   | Personendaten | Amtszeit                      |
| -------------------------------------- | ------------- | ----------------------------- |
| General Oswaldo Jorge Garcia (interim) |               | 2. April 1982 – 3. April 1982 |
| Mario Menéndez                         | (1930–2015)   | 3. April 1982 – 14. Juni 1982 |

Ab dem 14. Juni 1982 wurden die Falkland-Inseln wieder von den Briten verwaltet.
| Name                                       | Personendaten | Amtszeit                         |
| ------------------------------------------ | ------------- | -------------------------------- |
| Jeremy Moore (britische Militärverwaltung) | (1928–2007)   | 14. Juni 1982 – 25. Juni 1982    |
| Rex Masterman Hunt (Zivilkommissar)        | s. o.         | 25. Juni 1982 – 16. Oktober 1985 |

Seit dem 16. Oktober 1985 werden die Falkland-Inseln wieder von einem Gouverneur verwaltet, der gleichzeitig auch Kommissar von Südgeorgien und den Südlichen Sandwichinseln ist.
| Name                                          | Personendaten | Amtszeit                              |
| --------------------------------------------- | ------------- | ------------------------------------- |
| Gordon Wesley Jewkes                          | (* 1931)      | 16. Oktober 1985 – November 1988      |
| William Hugh Fullerton                        | (* 1939)      | November 1988 – 22. Juli 1992         |
| David Everard Tatham                          | (* 1939)      | August 1992 – Dezember 1995           |
| Richard Peter Ralph                           | (* 1946)      | 8. Januar 1996 – 7. Mai 1999          |
| Donald Alexander Lamont                       | (* 1947)      | 12. Mai 1999 – 23. November 2002      |
| Russ Jarvis (kommissarisch)                   | (* 1947)      | 23. November 2002 – 3. Dezember 2002  |
| Howard John Stredder Pearce                   | (* 1949)      | 3. Dezember 2002 – 5. August 2006     |
| Harriet Hall (kommissarisch)                  | (* 1969)      | 5. August 2006 – 28. August 2006      |
| Alan Edden Huckle                             | (* 1948)      | 28. August 2006 – 18. September 2010  |
| Ric Nye (kommissarisch)                       | (* 1964)      | 18. September 2010 – 16. Oktober 2010 |
| Nigel Robert Haywood                          | (* 1955)      | 16. Oktober 2010 – 25. Februar 2014   |
| Sandra Tyler-Haywood (kommissarisch)          | (* 1957)      | 25. Februar 2014 – 27. Februar 2014   |
| John Duncan (kommissarisch)                   | (* 1958)      | 27. Februar 2014 – 29. April 2014     |
| Colin Roberts                                 | (* 1959)      | 29. April 2014 – 18. Juli 2017        |
| Richard Alexander John Mitham (kommissarisch) | (* 1975)      | 18. Juli 2017 – 12. September 2017    |
| Nigel Phillips                                | (* 1963)      | 12. September 2017 – 1. Juli 2022     |
| Dave Morgan (kommissarisch)                   |               | 1. Juli 2022 – 23. Juli 2022          |
| Alison Blake                                  |               | 23. Juli 2022 –                       |